# 빙집

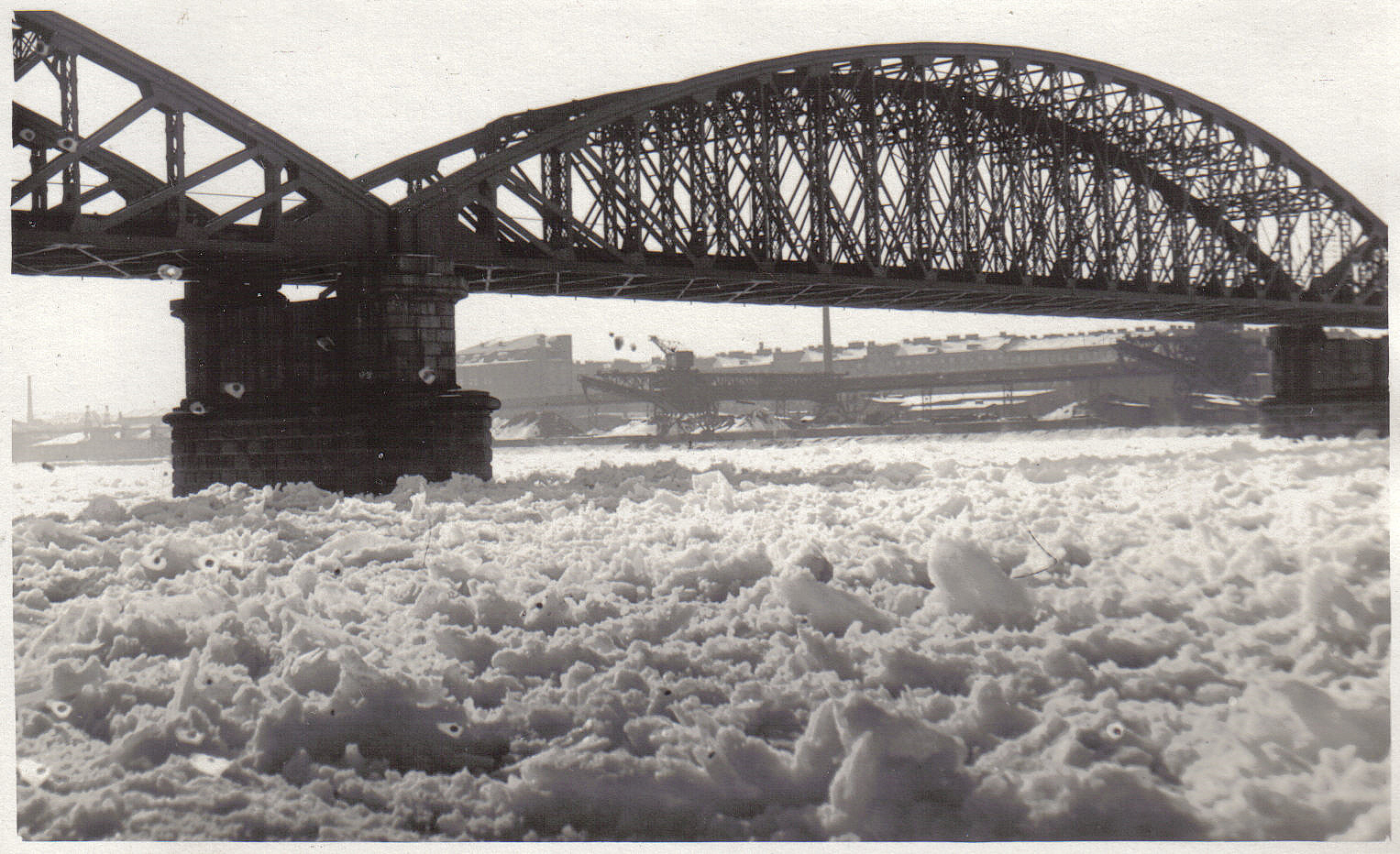
오스트리아 빈의 한 다리의 다뉴브강 위에 생긴 빙집

빙집(氷集) 또는 아이스 잼(ice jam)은 강의 지형적 특성으로 인해 떠다니는 강의 얼음이 축적되어 강의 흐름과 함께 하류로의 추가 진행을 방해할 때 발생한다. 아이스 잼은 강의 흐름을 상당히 감소시키고 빙집('아이스 댐'이라고 함)을 유발할 수 있다. 빙집 범람은 폭발적인 홍수에서 빙집이 풀릴 때 하류에서도 발생할 수 있다. 두 경우 모두 홍수로 인해 해안 구조물이 손상될 수 있다.

## 같이 보기
- 유빙